# IC 1721
IC 1721 је спирална галаксија у сазвјежђу Рибе која се налази на листи објеката дубоког неба у Индекс каталогу.
Деклинација објекта је + 8° 31' 34" а ректасцензија 1h 41m 24,4s. Привидна величина (магнитуда) објекта IC 1721 износи 13,3 а фотографска магнитуда 14,2. IC 1721 је још познат и под ознакама UGC 1187, MCG 1-5-19, CGCG 412-15, NPM1G +08.0055, PGC 6235.